# Соджя
Соджя (яп. 総社市) — місто в Японії, в префектурі Окаяма.

## Географічне розташування
Місто розташоване на острові Хонсю в префектурі Окаяма регіону Тюґоку. З ним межують міста Окаяма, Курасікі, Ібара, Такахаші і містечка Якаґе, Кібітюо.

## Символіка
Деревом міста вважається клен, квіткою — Astragalus sinicus, птахом — японський журавель.